# Light Up the World (ステップスのアルバム)
Light Up the Worldは、イギリスのポップ・グループ、ステップスの最初のクリスマス・アルバムであり、4枚目のスタジオ・アルバムである。このアルバムは、2012年9月24日に発表された後、2012年11月12日にリリースされた。2000年のBuzz以来のバンド初のスタジオアルバムである。また、ステップスの自社レーベルであるステップス・レコーディングスの最初のリリースでもある。レコーディングセッションは2012年8月に始まり、2ヶ月間にわたって行われ、2012年10月に締めくくられた。
アルバムのプロモーションには、オリジナル曲のリードシングル「Light Up the World」と、This MorningやQVCなどのテレビ番組でのシングルの多くのパフォーマンスが含まれていた。この曲のミュージックビデオはThis Morningのパフォーマンスであった。このアルバムは、英国全土でのアルバム契約と、Christmas with Stepsと題された6日間の英国ツアーによってサポートされた。これは、クリスマスをテーマにした小さな劇場ツアーで、本物のバンドを使用して、彼らが演奏したヒット曲の多くと、バンドがアルティメット・ツアーで演奏しなかった曲を演奏した。

## クリティカルな受信
| 専門評論家によるレビュー | 専門評論家によるレビュー |
| レビュー・スコア         | レビュー・スコア         |
| 出典                     | 評価                     |
| ------------------------ | ------------------------ |
| AllMusic                 | [ 1 ]                    |
| Entertainment Focus      | [ 2 ]                    |
| Impact                   | [ 3 ]                    |
| The Independent          | [ 4 ]                    |
| So So Gay                | [ 5 ]                    |
| The Yorkshire Times      | [ 6 ]                    |

このアルバムは様々な評価を受けており、ほとんどの批判は、ステップスの以前の作品からのアルバムの逸脱と、それがどのようにグループのファンベースを疎外するかに関係している。特に画期的ではないにもかかわらず、このアルバムは技術的に熟練していると高く評価されている。主にカバーを含めるという決定は疑問視されており、個々の曲の選択の一部（本質的に憂鬱な）は、新しいサウンドがステップスやクリスマスを彷彿とさせないと批判する批評家を困惑させた。この作品は、バンドの新時代、つまり再発明の一形態を示すものとして見られる人もいる。
クーリエオンラインのマックス・パーマー=ゲーヴスは、このアルバムに肯定的なレビューを与えました。「Stepsのクリスマスの努力は、90年代のレコードのネオディスコの決まり文句から離れて、お祝い期間に関連する古典的な炉辺のイメージを呼び起こす。このアルバムは、後期のBubléのそれに近いコーラル感を持っている。」パーマー・ゲーヴスは、女性のハーモニーが彼を「大喜び」と「膝の弱さ」を残し、アルバムの「One Less Bell to Answer」への「予期せぬ転換」は「[ステップス]が彼らの弓に多くの弦を持つグループであることを明らかにする」と感じた。彼は、タイトル曲は「彼らのパワフルなバラードのより成熟したテイクであるが...[グループの]オリジナルのサウンドを思い返す」と述べたが、「When She Loved Me」は「リスナーがトイ・ストーリー2に置かれた冬のワンダーランドから即座に取り除かれ、トイ・ストーリー2に運ばれたため、不十分なカバー」であると主張した。パーマー・ゲーヴスは、「クリスマスアルバムであろうとなかと、ステップスは相変わらず関連性がある」と言ってレビューを締めくくった。
ゲット・トゥ・ザ・フロントのニック・ヘインズは、このアルバムが「クリスマスまでの数週間で、多くのくすくすとピノ・グリージョを燃料とする多くのサウンドトラックを提供することは間違いない」と述べた。彼は、アルバムの「意図」は、アルバムのオープニングトラックから明確に述べられていると主張しました。「素敵で、安全で、一緒に歌い、よく制作され、当たり障りのないポップ...何も悪いことはありませんが、同様に、それについては目立ちません。」ヘインズは「ボーカル的には、バンドはおそらくかつてないほど良い音だった」と述べたが、曲はグループに彼らの声を最大限に活用する機会をあまり提供せず、彼らが歌うための「パンチ」が欠けていると感じた。それにもかかわらず、ヘインズは、タイトル曲が「豊かな楽器、高鳴るコーラス、まともな歌詞、素晴らしいボーカルを備えた傑出したハイライトである」と感じ、アルバムで唯一のオリジナル曲であるという事実にこれを置きました。最初の3分の2は「かなり不明瞭なカバー」で構成されているが、「最後の3分の1には古典的なクリスマストラックのトリオが含まれている」という推論は、それ自体が「それらの曲に何も追加せず、長年にわたって録音されたはるかに優れたバージョンがあります」。さらに、彼は「再会の成功が続くためには、真実は素材がはるかに良くなければならない」と述べ、カバーが選ばれたのは「アルバムに取り組む時間の欠如と[2013年に]新しい素材を出したいという願望」であり、そうすることで「彼らは良いことよりも害の方が多い」と感じました。「Light Up the World」はグループの「最高のバラード」に匹敵すると賞賛する一方で、一連のカバーは「彼を冷たくして...失望させた」。結論として、ヘインズは、ニューアルバムは「彼らの90年代のポップサウンドの魔法への恥知らずな復帰」であるべきだったと述べ、新しい方向性を逃した機会と表現した。
AllMusicのレビューによると、「Light Up the Worldは、完全にオリジナルのステップスの録音を求める長年のファンの渇望を癒すことはできませんが、ホリデーテーマは明らかにバンドがスタジオに戻り、より成熟したファンベースに再紹介するための快適な方法である。」ウェブサイトはまた、ステップスの「サウンド」は解散以来あまり変わっておらず、「常に軽快でよく制作されたポップアンサンブルであり」、「洗練されたスタジオ主導の音楽」を生み出していると感じています。トラックは「ABBAの70年代のポップからカイリー・ミノーグのよりシンセサイザーヘビーなアダルトコンテンポラリーサウンドまで」と指摘しました。
ジェレミー・ウィリアムズは、グループがお金を稼ぐために「待望の」アルバムをリリースしたことをほのめかして、ヨークシャータイムズのレビューを開始しました。「有望なポップタスティックなタイトル曲」のリリースの真っ只中に、彼はグループが「Light Up the Worldが彼らの安っぽいポップの全盛期を追体験することから何マイルも離れているため、彼らのファンベースをいくらか誤解させているかもしれない」と述べた。彼は、「『History Is Made at Night』は正しい方向に進んでいるが、コレクションはフェイ・トザーのソロ・アウトでしか目撃されなかった誠実なエッジに傾いている」と主張した。例えば、彼らの「When She Loved Me」のカバーは「3人の女の子のボーカルの疑う余地のない器用さを本当に強調している」が、「グループのシグネチャーサウンドやアルバムの暗黙のクリスマスの陽気さのいずれにもほとんど適合しない」と主張した。「A House Is Not a Home」も「録音として印象的だが、アルバムの適合性に疑問がある」という曲として引用された。
ウィリアムズは、このアルバムは、最後の「平凡なクリスマスソングのトリオ」でクリスマスの雰囲気を提供するという当初の目標を達成したと述べた。最初の2つを「本当に刺激がない」と表現しながら、彼は「『Have Yourself a Merry Little Christmas』は、グループの3人の女性ボーカリストが輝く時間が許されたときにどれほどきらびやかであるかを再び強調している」と付け加えた。彼はレビューを締めくくり、アルバム全体を要約し、それがグループにとって新しい時代をどのように示すことができるかを批判的に分析した。「全体として、Light Up the Worldは多くの点で失敗している。グループのポップタスティックなサウンドの復活には程遠いし、クリスマスシーズンの喜びを本当に祝うものでもない。しかし、それが提供しているのは、ステップスがキャリアをさらに活性化するためにどのように簡単に自分自身を再発明できるかについての洞察である...このアルバムには、本当に感動的でありながら、明らかに非ステップス的な瞬間があり、長寿の鍵となる可能性がある。ライトアップ・ザ・ワールドは、あなたのクリスマスシーズンを明るくする以外に何もしない。」と。
Scotsman.comのフィオナ・シェパードも、奇妙な曲の選択のいくつかについてコメントし、「『One Less Bell to Answer』と『A House Is Not a Home』は、ステップスが今シーズンの心を砕く、自殺願望のある孤独を強調したいのでなければ、ほとんどお祝いの運賃ではない」と述べた。
インパクトのエミリー・シャクルトンは、このアルバムに5つ星のうち1つ星を与えたが、全体的には賛否両論だった。彼女は、このアルバムは「90年代の信じられないほど類似したいくつかの地気なスライスを、かなり退屈なお祝いのパッケージにまとめただけで構成されている」と述べ、これが「2012年の聴衆と共鳴する」ことができるかどうかを疑問視した。「レコードの滑らかな制作は、グループの声がクリーンで完璧に調和していることを保証する」と考えているにもかかわらず、彼女はアルバムは多様性に欠けており、アルバム全体が「静かで、火のそばに座って...安全に歌う」ジャンルにしっかりと座っていると指摘し、「アルバムの署名部分」は曲の大部分の「鈍い遅いテンポ」であると付け加えた。シャクルトンは、「5,6,7,8」のキャッチーなスクールディスコフックや「Tragedy」の欠如を観察し、ステップスは子供の頃の記憶の中でその場所を与えた」と観察し、「代わりに、簡単に忘れられる製造されたポップの退屈でバラードの側面に焦点を当てる」とグループを嘲笑した。彼女は、彼らがアルバムで歌う曲のほとんどはすでに数え切れないほど歌われているため、クリスマスのカバーのテーマは「彼らに好意をしない」と感じており、したがって「お祝いの飼料の広大な飽和プール」に追加されています。「カバーの選択」に特に注意を払いながら、彼女は「新しい素材を聞くのを楽しみにしていたかもしれない人にとってはかなりがっかりするかもしれない」と主張し、オリジナル曲は「正確にはステップスの強みではない」と意見を述べ、ビージーズの「Tragedy」やダイアナ・ロスの「Chain Reaction」など、彼らの最大のヒット曲の多くもカバーされている。タイトル曲の「Light Up the World」は唯一のオリジナル曲であり、シャクルトンは、これは「ステップが知っていることに固執し、それを過ぎても迷いたいという願望がないことを示している」とコメントし、その結果、シャクルトンがアルバムの最大の欠点と呼んだ「驚きの欠如」をもたらしました。彼女はレビューの締めくくりに、「退屈なクリスマスバラードを次から次へと...または12年ぶりに音楽的成長とオリジナリティの要素を期待することは、他のアーティストの曲を使ってヒット曲を獲得してキャリアを築いたバンドに期待しすぎるだろう」と述べた。
サイモン・プライスは特に厳しいレビューをし、「冗談は、確かに、もう終わった...[チーズポップ・クインテット]がクリスマス・アルバムを出すのを許すのは、橋が行き過ぎだ」と宣言した。プライスは、このアルバムは「一握りの濡れたバラードで埋め尽くされた一握りのお祝いのスタンダード」であると感じ、全体として「予想通り味気なく、脈のない出来事」と表現した。プライスは、バンドが「Christmas (Baby Please Come Home)」のようなヒット曲をカバーするのに十分ではないとほのめかし、「彼らは[それ]について考えることさえその場で逮捕されるべきだ」と述べた。

## トラックリスト
| No.       | タイトル                                     | 作詞                                                       | プロデューサー         | 時間  |
| --------- | -------------------------------------------- | ---------------------------------------------------------- | ---------------------- | ----- |
| 1.        | "History Is Made at Night"                   | - マーク・シャイマン - スコット・ウィットマン              | スティーブン・リプソン | 4:12  |
| 2.        | "Overjoyed"                                  | スティービー・ワンダー                                     | スティーブン・リプソン | 3:40  |
| 3.        | "It May Be Winter Outside"                   | - バリー・ホワイト - ポール・ポリティ                      | スティーブン・リプソン | 3:05  |
| 4.        | "One Less Bell to Answer"                    | - バート・バカラッハ - ハル・デイビッド                    | スティーブン・リプソン | 4:56  |
| 5.        | "A House Is Not a Home"                      | - バート・バカラッハ - ハル・デイビッド                    | スティーブン・リプソン | 3:02  |
| 6.        | "Light Up the World"                         | - カール・トゥイッグ - ヤミット・マモ                      | カール・トゥイッグ     | 3:38  |
| 7.        | "When She Loved Me"                          | ランディ・ニューマン                                       | スティーブン・リプソン | 3:21  |
| 8.        | "Christmas (Baby Please Come Home)" (H solo) | - ジェフ・バリー - エリー・グリニッジ - フィル・スペクター | スティーブン・リプソン | 3:04  |
| 9.        | "Please Come Home for Christmas" (Lee solo)  | - チャールズ・ブラウン - ジーン・レッド                    | スティーブン・リプソン | 2:47  |
| 10.       | "Have Yourself a Merry Little Christmas"     | - ラルフ・ブレイン - ヒュー・マーティン                    | スティーブン・リプソン | 4:16  |
| 合計時間: | 合計時間:                                    | 合計時間:                                                  | 合計時間:              | 34:41 |

## リリース歴
| 国       | 発売日         | 形式                     | レーベル     |
| -------- | -------------- | ------------------------ | ------------ |
| イギリス | 2012年11月12日 | CD, デジタルダウンロード | Warner Music |